# Eolomea
Eolomea ist ein Science-Fiction-Spielfilm der DEFA und wurde 1972 von Regisseur Herrmann Zschoche, basierend auf einem Drehbuch von Angel Wagenstein, verfilmt. Der Film wurde mit Unterstützung der Filmgesellschaften der Sowjetunion und von Bulgarien hergestellt.

## Handlung
Acht Raumschiffe verschwinden in der Nähe der Raumstation Margot (gesprochen: Margo). Die Professorin Maria Scholl erteilt zusammen mit dem Obersten Rat für Raumfahrt für alle weiteren Raumschiffe ein Startverbot. Dennoch gelingt es einem Raumschiff, die Erde zu verlassen, und zugleich bricht auch der Funkkontakt zur Raumstation ab. Maria Scholl vermutet einen Zusammenhang mit dem Projekt Eolomea. Regelmäßig alle 24 Jahre empfangen Wissenschaftler auf der Erde ein komplexes Signal, das schließlich einem Planeten im Sternbild Cygnus zugeordnet wird. Ein Planet, auf dem nach bisherigen Erkenntnissen erdähnliche Bedingungen herrschen, jedoch keine Jahreszeiten vorkommen. Ein Planet des ewigen Frühlings. Die Wissenschaftler nennen ihn Eolomea. Vor 24 Jahren plante der Professor Ole Tal eine Mission nach Eolomea, jedoch wurde das Projekt vom Obersten Rat abgelehnt. Maria Scholl macht sich auf die riskante Reise zur Raumstation, um das Geheimnis zu lüften. Dort trifft sie nicht nur auf Ole Tal, sondern auch auf den unmotivierten Raumkapitän Daniel Lagny, in den sie sich bereits bei seinem letzten Erdurlaub verliebt hatte. Am Ende stellt sich heraus, dass die verschwundenen Raumschiffe nach Eolomea aufbrechen wollen, dieses Mal ohne Genehmigung des Obersten Rates. Als der Navigator Pierre Brodski stirbt, bevor er an Bord kommen kann, sagt Lagny zu, seine Stelle einzunehmen. Er weiß, dass es eine Reise ohne Rückkehr ist, denn es wird 139 Jahre dauern, bis die Raumschiffe auf Eolomea ankommen.

## Kritiken
„Dominierten in ‚Der schweigende Stern’ und ,Signale’ die Technik, das äußere Zukunftsbild, erschien der Mensch ungerechtfertigt klein und starr, mehr Typ denn Charakter, so dringt Wagenstein in die Psyche seiner Helden ein, erzählt er ihre bewegenden Geschichten und Geschicke‚ so von dem alten erfahrenen, gütigen Lotsen Kun, der pflichtbewußt im All seinen Dienst versieht, sich aber auf die Erde, zu seinem Sohn zurücksehnt, so von dem schöpferischen, vorwärtsdrängenden Professor Tal, der im zweifelhaften und kritikwürdigen Alleingang das Eolomea-Rätsel lösen will, so von dem leger-burschikosen Kosmonauten Daniel Lagny, der seinen Beruf über hat, doch ohne große Worte dabei ist, wenn neue Kosmonauten-Dimensionen zu erobern sind. Hier werden blutvolle Menschen in konfliktreichen Bewährungssituationen, fordernden Verhaltensweisen lebendig, quasi Zeitgenossen von morgen.“

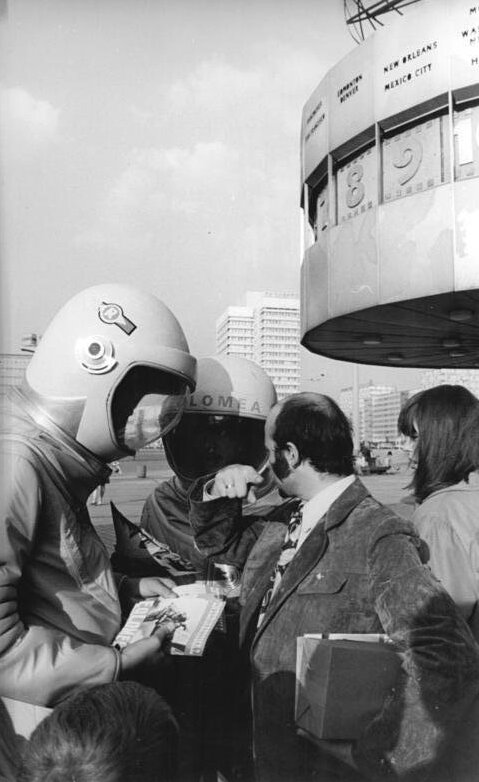
Filmwerbung vor der Weltzeituhr auf dem Alexanderplatz am Tag vor der Premiere des Films

„Weitgehend spannungsloser DEFA-Science-Fiction-Film.“